# Restauration d'horloges d'édifices
Cette page se propose de donner des éléments généraux sur la question de la restauration des horloges d'édifice mécaniques (églises, mairies, écoles, établissements, etc.), principalement des XIXe siècle et XXe siècle. Ces horloges sont typiquement des horloges assez grandes, actionnant des cloches et liées à des cadrans de plus ou moins grande taille.
Comme pour toute restauration d'œuvres d'art, une restauration s'appuie sur un travail d'étude préalable conditionnant la qualité de la mise en œuvre. Examinons ces deux aspects.

## L'étude préalable de définition des conditions de restauration
Les conditions de restauration de ce patrimoine technique sont avant tout basée sur un diagnostic précis et une étude préalable dont la prise en compte a des conséquences importantes sur les choix de restauration.

### Les compétences requises pour une bonne restauration
Pour réussir, une restauration implique un ensemble de compétences,,:
- des compétences scientifiques et historiques,
- des compétences techniques et mécaniques,
- des compétences muséographiques.

Ces compétences, à priori distinctes, doivent pourtant être réalisée en rapprochant toutes les qualifications. 
Ainsi, l'historien seul n'a, en général, pas les compétences techniques, le savoir-faire pour les interventions pratiques. Le mécanicien, lui, n'a pas forcément les compétences historiques et l'accès aux recherches documentaires utiles, ni le recul pour l'exposition pédagogique et scientifique. Le muséographe, quant à lui, a certes le recul pour l'exposition, et une perspective plus large, mais il lui manque les connaissances scientifiques, techniques et mécaniques pour mener à bien le projet. En général, les entreprises restauratrices sont essentiellement se limitent aux compétences techniques, ce qui explique le caractère lacunaire de certaines restaurations. D'où l'importance de favoriser et organiser la collaboration des différentes compétences impliquées.

### Pourquoi restaurer une horloge d'édifice?
Ceux qui souhaitent restaurer une horloge d'édifice ont un objectif précis. Il est en effet souhaitable d'avoir une perspective aussi large que possible, et à long terme, même si l'horloge est par exemple la propriété d'un particulier.
Les principales raisons pour restaurer une horloge d'édifice sont :
- la sauvegarde du patrimoine, pour éviter que l'horloge ne se dégrade, ne soit volée ou mise à la ferraille
- la mise en valeur du patrimoine, une horloge d'édifice n'étant habituellement pas visible du public
- la reconstitution de l'histoire de l'industrie horlogère, une horloge d'édifice représentant un élément dans la production d'un horloger
- la pédagogie, l'horloge étant un objet remarquable pour expliquer certaines notions

### Que restaurer?
La plupart du temps, seuls les mécanismes eux-mêmes sont restaurés, mais les mécanismes sont intégrés dans un contexte qu'il est important de prendre en compte :
- les horloges sont parfois enfermées dans des armoires, spécialement conçues à cet effet. De nos jours, de plus en plus d'horloges sont restaurées et exposées dans les armoires d'origine[5] ;
- idéalement, l'horloge devrait être présentée dans son clocher, mais cela est rarement possible ;
- les horloges d'édifice, à la différence des pendules d'appartement ou des montres, sont souvent modifiées, car elles ont une durée de vie s'étendant sur plusieurs dizaines d'années et les besoins des municipalités  ont évolué, ce qui a conduit ces horloges à être modifiées :
  - ajout de mécanismes de remontage automatique,
  - ajout de déclenchements d'angélus,
  - synchronisation de l'horloge avec une autre horloge,
  - etc.
- les horloges sont liées à des éléments qui sont habituellement laissés en place : cadrans extérieurs, aiguilles, cloches, poids, tringlerie, etc.

### Cas types de restaurations
On peut classer les restaurations en plusieurs grandes catégories, mais il y a bien évidemment de nombreux cas particuliers :
- Récupération de l'armoire d'origine ou non
  - l'armoire d'origine peut avoir été conservée, cette armoire est habituellement partie intégrante de l'horloge et devrait donc être conservée,
  - l'armoire d'origine n'a pas été conservée et dans ce cas, l'horloge est souvent incluse dans un « emballage » variable (enclos de verre, caisson, etc.).

- l'horloge n'a pas été modifiée et est restaurée à-peu-près dans son état d'origine,
- l'horloge a été modifiée, par différents ajouts et la restauration a supprimé une partie de ces ajouts, en introduisant éventuellement d'autres éléments, fussent-ils discrets,
- l'horloge a été modifiée, mais les ajouts (par exemple les moteurs et treuils de remontage) ont été conservés lors de la restauration.

### Importance de la conservation de l'histoire de l'horloge
L'histoire de l'horloge ne se limite pas à son installation, c'est aussi un objet archéologique ayant subi des transformations. Ces transformations ne devraient pas être effacées et devront être prises en compte dans une approche scientifique moderne.
Ce qu'il faut retenir, c'est que restaurer ne veut pas nécessairement dire un retour à l'état d'origine. Quand bien même un retour à l'état d'origine serait possible (ce qui n'est presque jamais le cas, stricto sensu). Ce même retour est du même coup irrespectueux vis-à-vis des transformations subies par l'horloge, qui quoique souvent critiquables d'un point de vue esthétique, n'en présentent pas moins un intérêt scientifique et historique. Effacer l'histoire de l'horloge n'est pas une bonne solution de restauration. 
On peut noter plusieurs courants de ce retour à l'origine :
- la conviction que l'état initial est pur,
- la conviction que les éléments ajoutés, notamment automatiques et électriques seraient moins authentiques, que les éléments primitifs.

Ces considérations de pureté omettent qu'une horloge est un concept vague et qu'il peut inclure l'évolution de l'horloge, laquelle est souvent le fait de l'entreprise ayant installé l'horloge initialement. Pourquoi alors décrier certaines modifications et pas d'autres, pour de prétendues raisons esthétiques ? Pourquoi mettre à la ferraille des éléments mécaniques ayant leur intérêt propre, par exemple des mécanismes de remontage automatique brevetés et dont peut-être seuls quelques exemplaires subsistent ?
Enfin, on peut noter que le retour à l'état initial est souvent trompeur, les horloges restaurées mélangeant souvent des fonctionnalités ajoutées à des fonctionnalités restaurées, sans toujours que le restaurateur semble se rendre compte des anachronismes ainsi produits.

### Importance d'une approche globale
De nos jours, les horloges d'édifice sont trop souvent restaurées au cas par cas, individuellement, sans considération de leur ensemble. Or chaque horloge faisait initialement partie d'une série, et les restaurer isolément, sans prendre en compte ces séries et leur évolution, peut être pénalisant sur la source documentaire. Les aberrations des restaurations seraient d'ailleurs visibles si les horloges restaurées étaient juxtaposées les unes aux autres dans un musée.
Il est en fait essentiel d'avoir à l'esprit une approche globale, qui prenne en compte le constructeur et aussi les autres horloges d'édifice déjà restaurées, notamment de ce constructeur. L'ensemble des horloges d'édifice restaurées devrait être vu comme faisant partie d'un musée dispersé, une sorte de diaspora horlogère.

### Importance de la documentation
Une bonne restauration inclut un volet documentaire. La restauration doit documenter ce qu'elle fait :
- en indiquant l'état avant restauration (notamment dans le clocher) et l'état après restauration ;
- en précisant quelles pièces ont été modifiées et pourquoi ;
- les anciennes pièces doivent être conservées, avec l'horloge si possible, ou très près de celle-ci.

La restauration doit aussi s'accompagner d'un volet historique, avec recherche des archives concernant l'horloge, non seulement les délibérations du conseil municipal (le cas échéant), mais aussi les échanges de courriers
avec l'horloger, les informations sur l'entretien, etc., toutes données qui se trouvent habituellement dans le dossier d'entretien de l'horloge en mairie, ou versé aux Archives départementales.

### Les limites du restaurateur
La restauration d'une horloge n'est pas la création d'une nouvelle œuvre d'art, comme certains restaurateurs semblent le croire. Il semble essentiel de privilégier l'horloge elle-même en évitant de la modifier d'une manière irréversible, non documentée ou non nécessaire.

## Mise en œuvre pratique de la restauration

### Maintenance, entretien courant
La maintenance des installations techniques, et notamment l'entretien courant des horloges est indispensable. Pour les édifices cultuels, les dispositions de la loi de 1905 sur la séparation de l’Église et de l’État et la jurisprudence ont d'ailleurs prévu les conditions d'accessibilité à ces installations.
Le livret d’entretien et les plans de Jean-Baptiste Schwilgué fournissent de précieuses indications sur les conditions de maintenance des horloges monumentales.

### Reconstitution mécanique

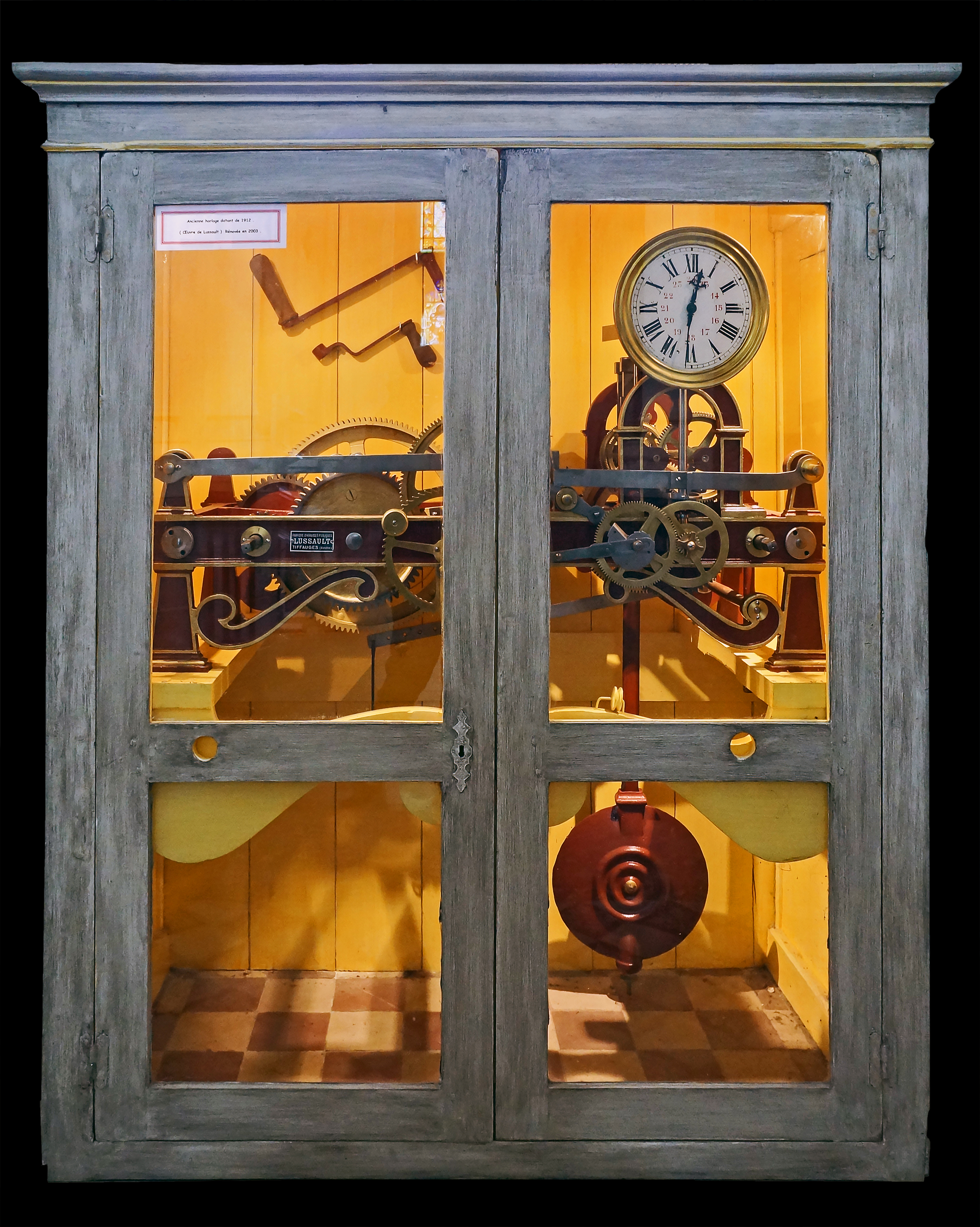
Reconstitution mécanique de l'horlogerie de l'église Saint-Pierre à Talmont Saint- Hilaire.- Vendée.

L'horloge peut nécessiter la reconstitution ou la réparation de pièces et il est non seulement important de le faire de la manière la plus fidèle possible, et de prendre en compte les archives et plans pouvant encore exister, ou d'autres horloges (en indiquant dans ce cas précisément les sources utilisées), mais il est encore indispensable de conserver les anciennes pièces remplacées lors de la restauration, car elles font partie de l'horloge.
Les nouvelles pièces doivent être marquées comme étant nouvelles, de manière à ne pas tromper le public.

### Réalisation d'un dossier technique et pédagogique
La restauration devrait s'accompagner d'explications techniques, préciser les nombres de dents des roues, dans quel sens elles tournent et ce qui les fait tourner, etc. Des schémas devraient accompagner ces explications afin de rendre l'horloge aussi accessible que possible, et ce à tous les niveaux possibles. Des éléments sur
la taille des engrenages devraient aussi être inclus, et notamment sur la différence entre les profils des dents de l'horloge et les profils à développante de cercle utilisés de nos jours.
Ce même dossier devrait montrer des photographies de l'horloge avant et après restauration. Il est souhaitable de ne pas négliger la couverture photographique précédant la restauration.

### Choix de la peinture
Il semble que les restaurateurs suivent principalement deux voies :
- imposition d'un certain type de peinture,
- recherche de la peinture d'origine.

Il est difficile de trancher, mais il faut prendre en compte le fait que la fonction de la peinture n'est plus la même lorsque l'horloge est exposée hors de son clocher et lorsque l'horloge est en fonction.
L'horloge qui se trouve dans son clocher doit simplement être protégée, et pas nécessairement « jolie ».
Ensuite, dans la mesure où l'objet exposé est destiné à être vu, il paraît intéressant de cacher le moins possible ses éléments métalliques et de privilégier des vernis transparents à de la peinture opaque.

### Choix de la protection
Les horloges sont souvent protégées sous verre, deux configurations typiques étant :
- l'emploi d'une « chambre » en verre, avec portes à charnières,
- l'emploi d'un caisson de verre, posé sur l'horloge.

Différentes variantes existent.
Dans tous les cas, il est essentiel de faciliter l'accès à l'horloge, soit pour des réparations, soit pour l'étude, et il faut éviter les lourds caissons, ou les « chambres » rendant peu accessibles certaines parties des horloges. Il est important enfin de rendre l'horloge indépendante de la protection, ce qui n'est pas toujours le cas.

## Erreurs de restauration à éviter
- l'armoire est abandonnée dans le clocher,
- l'horloge est inaccessible dans un caisson de verre ; des mesures ou photographies deviennent alors très difficiles,
- les caissons en verre peuvent isoler des mécanismes et interférer avec le fonctionnement de l'horloge (exemple : horloge exposée au musée Charles de Bruyères à Remiremont, restaurée par l'entreprise Sonorest),
- reconstitution de pièces sans prendre en compte des plans connus,
- reconstitution d'une horloge dans un état dans lequel elle ne s'est jamais trouvée (par exemple avec une sonnerie différente, ou avec des chaînes de remontage, mais pas de moteurs),
- reconstitution de pièces sans que ces pièces soient marquées comme étant reconstituées,
- restauration sans documentation scientifique, technique ou pédagogique.

## Le savoir-faire des restaurateurs
La plupart des entreprises installant des horloges dans les clochers font aussi office de restaurateurs, éventuellement en sous-traitant cette activité :
- Est de la France : dans l'Est de la France, la majorité des horloges d'édifice sont de Jean-Baptiste Schwilgué, de l'entreprise d'horlogerie Ungerer, de Urbain Adam, ou des frères Gugumus. Les entreprises intervenant dans ce secteur sont :
  - Ets Prêtre & Fils[10]
  - Ets Bodet[11]
  - Atelier Faullimmel (Weitbruch)
  - Heimlich (Strasbourg)[12]
  - Sonorest (Colmar)[13]
  - André Voegele[14] (Strasbourg)
  - Ets Lussault[15]

- Territoire de Belfort : 
  - Gérard Guilbaud[16]

- Les artisans dans la grande tradition horlogère :
  - Annuaire des artisans du patrimoine : Horlogerie[17]
  - Horlogerie Schild SA

En outre, il arrive aussi que les horloges soient totalement ou partiellement restaurées par des particuliers agissant bénévolement ou non.